# Велико Голубиње
Велико Голубиње се налази у општини Кладово, под заштитом је Завода за заштиту споменика културе Ниш. С обзиром да представља значајну историјску грађевину, проглашен је непокретним културним добром Републике Србије.

## Историја
Локалитет Велико Голубиње код Кладова чине остаци римског насеља и налази се на простору данашњег насеља Велико Голубиње. Очувани остаци се протежу од цента села ка обали Дунава, кроз дворишта и испод кућа. Овај локалитет се налази на путу Мироч—Доњи Милановац—Брза Паланка и настао је у периоду формирања римског лимеса, а обновљен је за време византијске доминације на Дунаву. Утврђен ја за културно добро 25. маја 1966. У централни регистар је уписан 20. марта 1986. под бројем АН 66, а у регистар Завода за заштиту споменика културе Ниш 18. априла 1983. под бројем АН 21.